# Letis confundens
Letis confundens là một loài bướm đêm trong họ Erebidae.